# Polsko-turecká válka (1672–1676)
Polsko-turecká válka (1672–1676) byl konflikt mezi Polsko-litevskou unií a Osmanskou říší. Šlo o předzvěst velké turecké války. Byla zakončena smlouvou v Žuravně roku 1676, kdy Unie postoupila většinu ukrajinských území Osmanům.

## Předehra
Důvody začátku Polsko-turecké války z let 1672 až 1676 můžeme vysledovat až do roku 1666. Petr Dorošenko, hejtman záporožského vojska, chtěl získat kontrolu nad Ukrajinou, ale kvůli porážkám, které utrpěl ze stran dalších frakcí soupeřících o nadvládu nad tímto regionem, se rozhodl k poslednímu pokusu, jak si udržet svou moc na Ukrajině. V roce 1669 podepsal se sultánem Mehmedem IV. smlouvu, která reorganizovala kozácký hetmanát na vazala Osmanské říše.:s.273
V tu samou dobu se síly Unie snažily potlačit nepokoje na Ukrajině, ale byly příliš oslabené po dekády se táhnoucími válkami (Chmelnického povstání, švédská invaze do Polska a rusko-polská válka (1654–1667)). Ve snaze využít této slabosti se Tataři, kteří za účelem získání kořisti a plenění běžně přepadávali kohokoliv napříč hranicemi s Unií, rozhodli podniknout invazi do Unie a tentokrát se spojit s kozáky pod vedením Dorošenka. Nicméně byli zastaveni silami Unie pod vedením hejtmana Jana Sobieského již při jejich prvním vpádu (1666–1667), kdy je několikrát porazil a v konečném důsledku dosáhl příměří po bitvě u Podhajce.

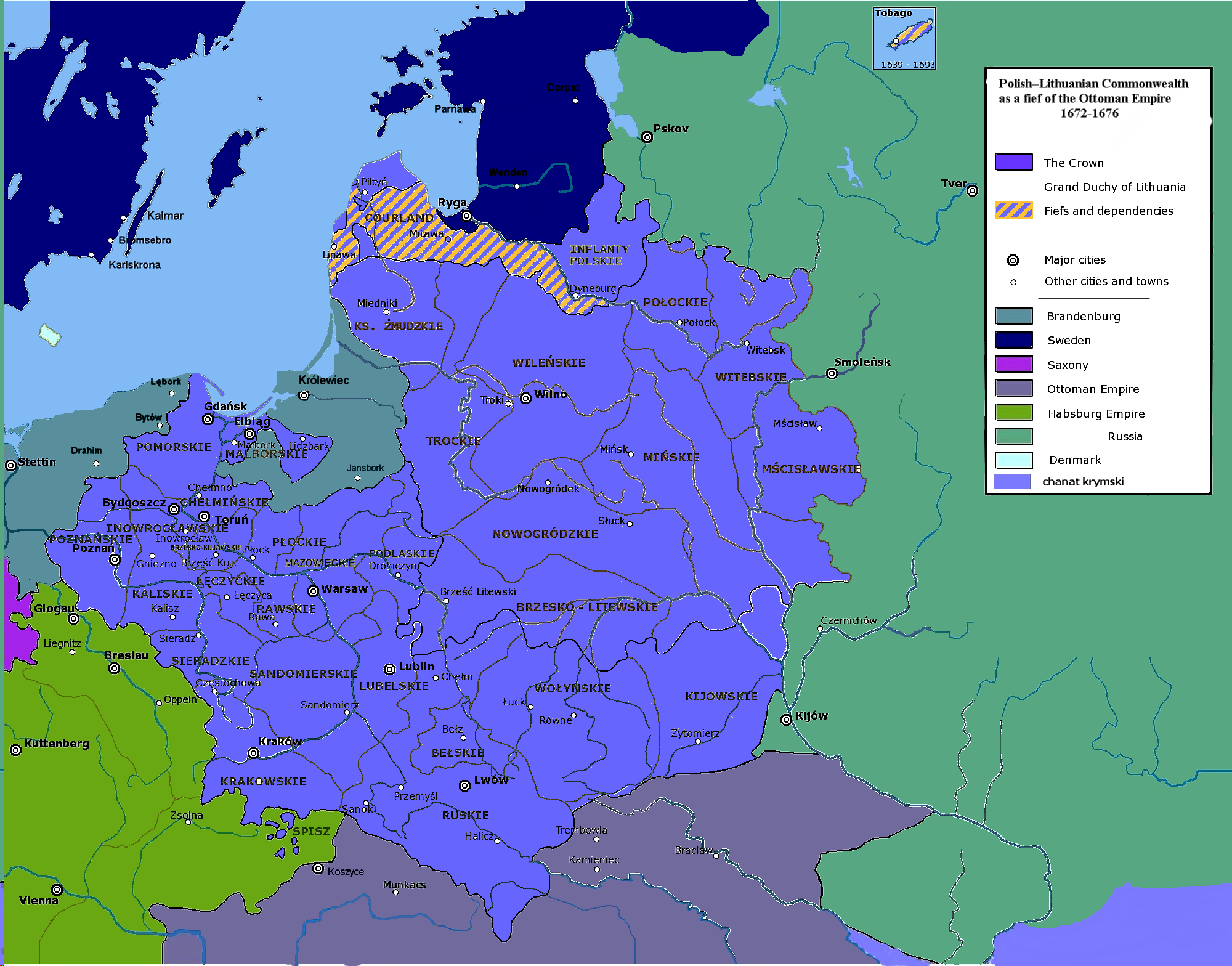
Polsko-litevská unie jakožto léno Osmanské říše mezi roky 1672 až 1676

Roku 1670 se Dorošenko opět pokusil získat nadvládu nad Ukrajinou a v roce 1671 byl krymský chán Adil Girej, podporovatel Unie, nahrazen z popudu osmanského sultána novým chánem, Selimem I. Girejem. Selim vstoupil ve spojenectví s Dorošenkovými kozáky, ale stejně jako během let 1666–1667 byla spojená armáda poražena Sobieským. Následně Selim obnovil svou přísahu věrnosti osmanskému sultánovi a snažně jej žádal o pomoc, se kterou sultán souhlasil. Tím roku 1671 eskaloval nepravidelný konflikt v regulérní válku, kdy byla Osmanská říše připravena vyslat své stálé jednotky na bojiště při pokusu o získání regionu pro sebe.:s.646

## První fáze (1672)
Osmanské síly čítající 80 000 mužů pod vedením velkovezíra Köprülüzade Fazıl Ahmeda a osmanského sultána Mehmeda IV. napadly v srpnu Ruténii, obsadili Unijní pevnost Kamenec Podolský a oblehly Lvov. Unijní sejm, nepřipravený na válku a rozervaný vnitřními rozbroji mezi králem Michałem I. a szlachtou, nemohl vybrat daně a shromáždit větší armádu. Jeho představitelé byli nuceni podepsat v říjnu toho samého roku Bučačský mír, jenž postoupil Osmanům Unií ovládanou část Ukrajiny (pravobřežní Braclavské vojvodství, Podolské vojvodství a část Kyjevského vojvodství;:s.648 levobřežní Ukrajina byla ovládána Ruskem již od podepsání Andrusovského příměří v roce 1667) a slíbil ročně platit tribut ve výši 22 000 dukátů.

## Druhá fáze (1673–1676)

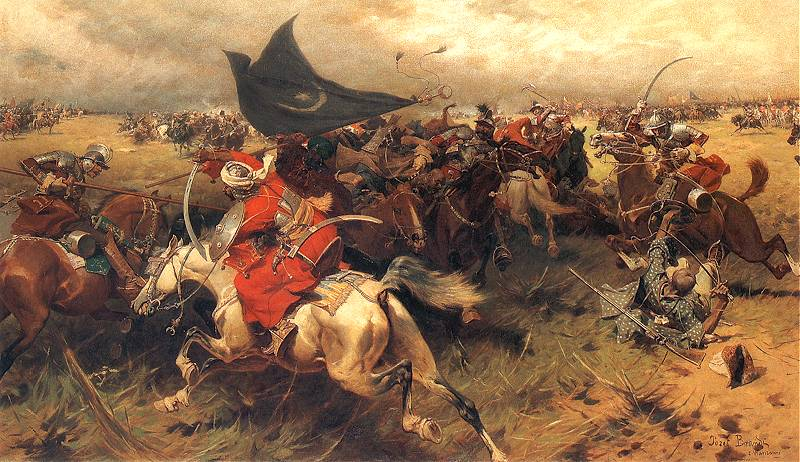
Boj o turecký prapor od Józefa Brandta

Místo ratifikace mírové smlouvy:s.648 Unijní sejm, s většinou svých poslanců sjednocených hněvem kvůli ztraceným územím a ponižujícímu tributu (na který se dá taktéž pohlížet jako na snížení se Unie vůči Osmanům k úrovni vazala), konečně vybral daně pro novou armádu (o síle kolem 37 000 mužů) a navýšil počet registrovaných kozáků na 40 000. Hejtman Jan Sobieski vedl vojenské tažení proti Osmanům a uštědřil jim několik porážek, přičemž bitva u Chotyně, Chotimi byla tou největší.:s.649 Dále obsadil moldavské území a většinu znesvářené Ukrajiny. Toho samého roku zemřel král Michał I. a Sobieski byl díky svým vítězstvím nad Osmany roku 1674 zvolen (polsky: wolna elekcja) novým králem Polska.:s.649

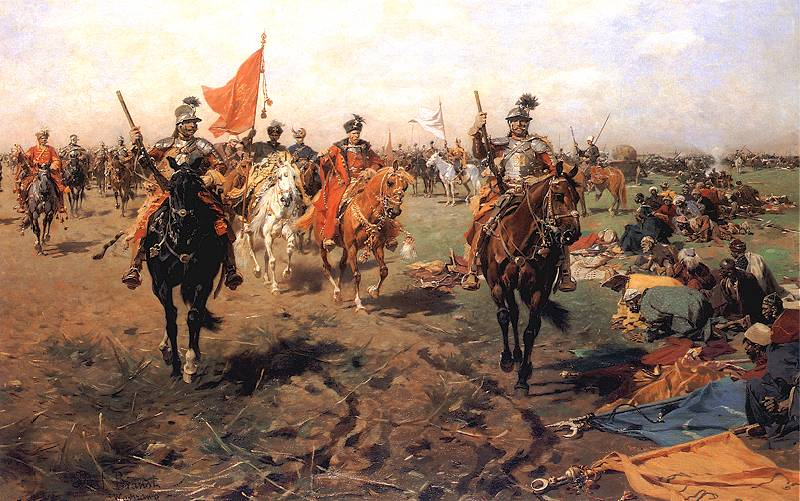
Skládání praporů od Józefa Brandta

Během dalšího roku Unijní síly slábly, protože sejm opět odmítl vybrat daně a zaplatit armádu, což vedlo k masivní dezerci finančně neodměněných vojáků. Problémy Unie se nadále zvětšovaly kvůli neschopnému velení hejtmana Michała Kazimierze Pace, který bránil ve velení Sobieskému, když v té samé době Osmané nadále dostávaly nové posily. Nicméně v roce 1674 Unie opět pokračovala v ofenzívě, získavši výhodu díky nově probíhající rusko-turecké válce, a polsko-turecká válka tak zůstala nerozhodnuta.:s.275 V srpnu roku 1675 porazilo Sobieského vojsko o síle 6 000 mužů 20 000 Turků a Tatarů pod velením Ibrahima Šišmana paši.:s.653 Avšak i po obléhání Těrebovlje roku 1675 Osmany sejm stále ještě odmítal Sobieského žádosti o více finančních prostředků a o větší armádu.:s.653
V roce 1676, potom co Sobieského 16 000 mužů vydrželo třítýdenní obléhání Žuravna 100 000 armádou pod velením Šejtana Ibrahima paši, byla podepsána mírová smlouva v Žuravně.:s.655 Nová mírová smlouva částečně změnila původní Bučačskou smlouvu: Osmanům připadly přibližně dvě třetiny území, které získali v roce 1672 a Unie již nadále nebyla zavázána platit žádný druh tributu Osmanské říši. Taktéž bylo Osmany propuštěno velké množství polských zajatců.

## Následky

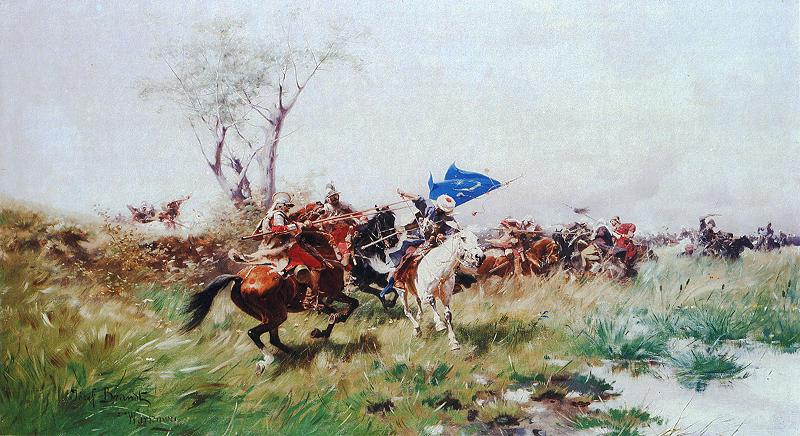
Útok jezdectva od Józefa Brandta

Sejm smlouvu odmítl skrze činy rakouských diplomatů a papeže Inocence XI.:s.655 Sobieski byl taktéž donucen snížit stavy jeho armády z 30 000 mužů na 12 000.:s.655

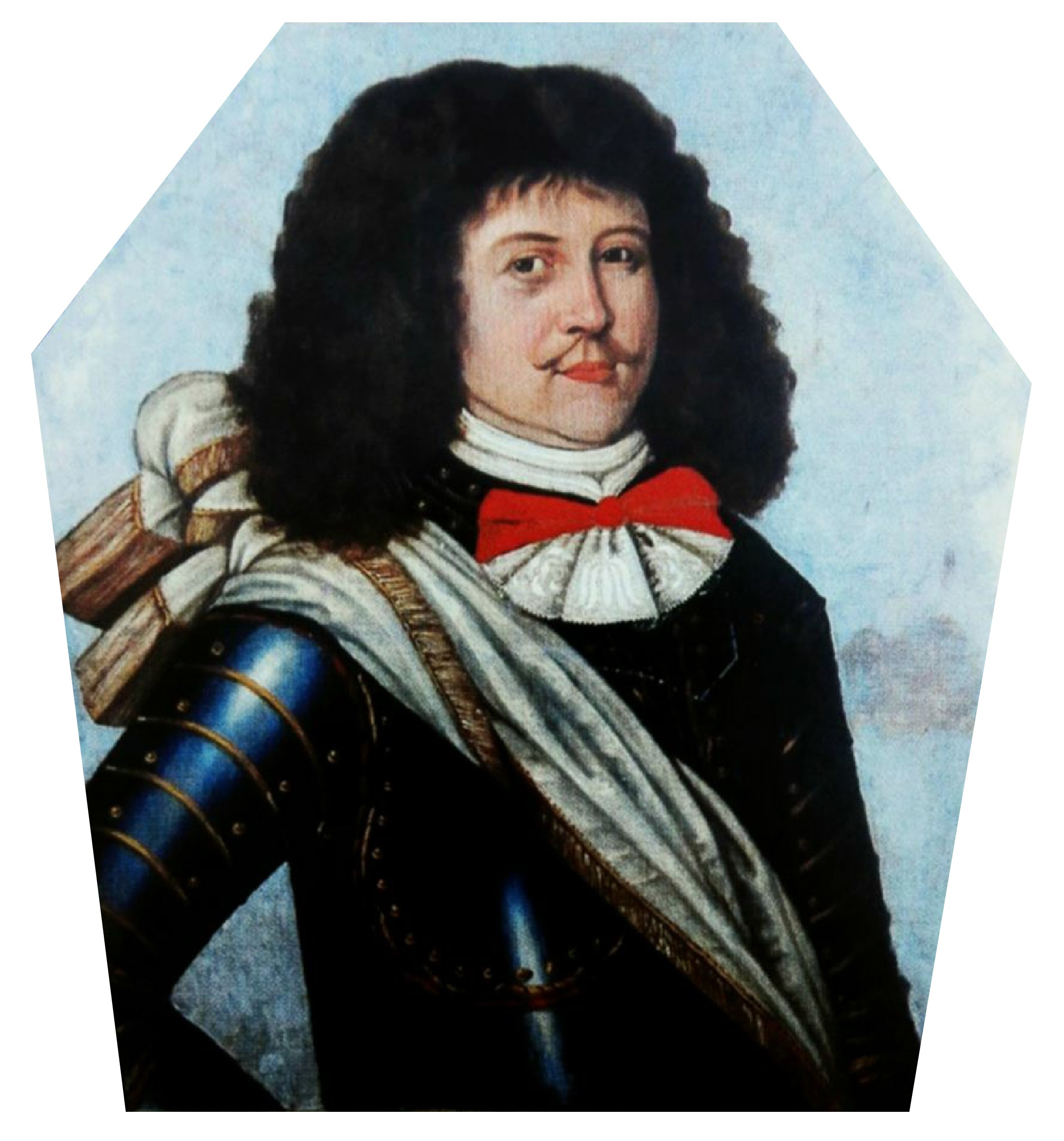
Rakevní portrét Zikmunda Dziembowského, který zemřel během války proti Osmanské říši 16. prosince 1674

Válka poukázala na narůstající slabost a chaos v Unii, která začala od druhé poloviny 17. století postupně upadat. O sto let později tato situace vyvrcholila v dělení Polska. Nezvladatelný sejm paralyzovaný pravidlem liberum veto a úplatky z ciziny byl ovládán politiky, kteří přemýšleli pouze v krátkých časových úsecích a opakovaně odmítali zvýšit armádě finanční prostředky, jelikož se jim jevilo, že většina Unie nebude během války zpustošena Osmanskými armádami. Nepříznivá Bučačská smlouva sice přesvědčila v roce 1672 sejm, aby zvýšil daně, ale v následujících letech se většina sejmu hned potom, co bylo dosaženo počátečních úspěchů, nedala opětovně přesvědčit, aby udržovala tlak na nepřítele. Vojáci zůstali finančně neodměněni a nastanuvší masová dezerce tak negativně ovlivnila Unijní zájmy. Tato zřejmá neschopnost se bránit, která se projevovalo v dalších později vzniklých konfliktech, jichž se Unie účastnila, čím dál tím více vybízela cizí mocnosti živit se na úkor Unie.
Na Polské straně byla většina bojů svedena silou soukromě financovanou Janem Sobieským. On sám tím získal reputaci schopného a odváženého velitele a také patriota, díky investování části jeho osobního jmění na obranu Unie. Roku 1674 byl zvolen polským králem jako Jan III. Jeho reputace jej předcházela i v Osmanské říši a vítězství o několik let později v bitvě u Vídně mu jen upevnilo reputaci nejlepšího velitele v boji proti Osmanům — nicméně ani on nebyl schopen zastavit úpadek Unie a představit reformy, jež by zachránily zemi.
Unie získala kdysi ztracená území po velké turecké válce (1683–1699) v roce 1699 díky Karlovickému míru, ale bylo to jedno z posledních vítězství, kterého se Unie dočkala.

## Bitvy
- bitva u Ladyžyna (nebo také bitva u Czetwertynówki) (18. červenec 1672)
- bitva u Humanie (1672)
- obléhání Kamence Podolského (18. až 27. srpna 1672)
- bitva u Korce (1672)
- bitva u Krasnobródu (5. až 6. říjen 1672)
- bitva u Narolu (6. říjen 1672)
- bitva u Niemirówa (7. říjen 1672)
- bitva u Komarna (9. říjen 1672)
- bitva u Petranki (14. října 1672)
- bitva u Kałuszi (1672)
- bitva u Chotynu (11. listopad 1673)
- bitva u Lesienice poblíž Lvova (22. srpen 1675)
- obléhání Trembowli (20. září až 11. říjen 1675)
- bitva u Wojniłowa (24. září 1676)
- obléhání Žuravna (25. září až 14. říjen 1676)

## V populární kultuře
Polsko-turecká válka měla na Polsko významný dopad. Pan Wołodyjowski je historický román Henryka Sienkiewicze zasazený v Polsko-litevské unii 17. století během polsko-kozácko-tatarské války (1666–1671) a polsko-turecké války (1672–1676).
V roce 1969 vyšel stejnojmenný film podle knihy Sienkiewicze od režiséra Jerzyho Hoffmana.